# LOWA, GOTHA en REKO-trams

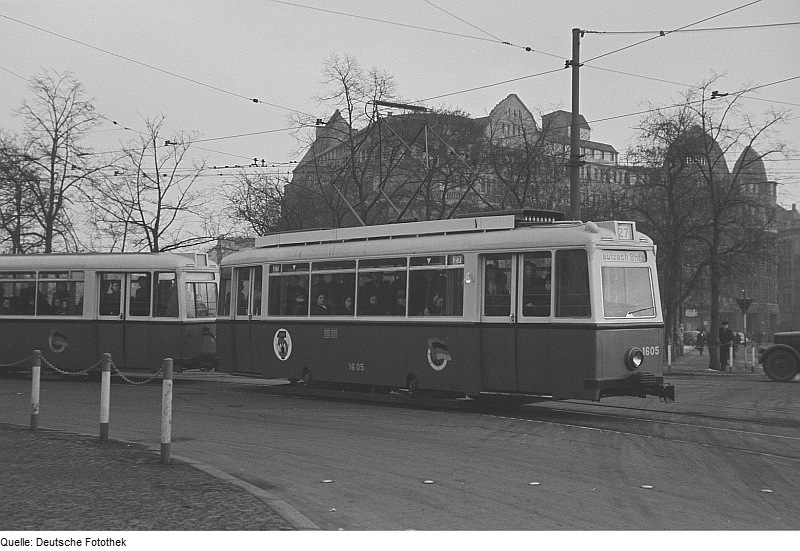
Lowa-tramstel type ET 50 in Leipzig in 1952.

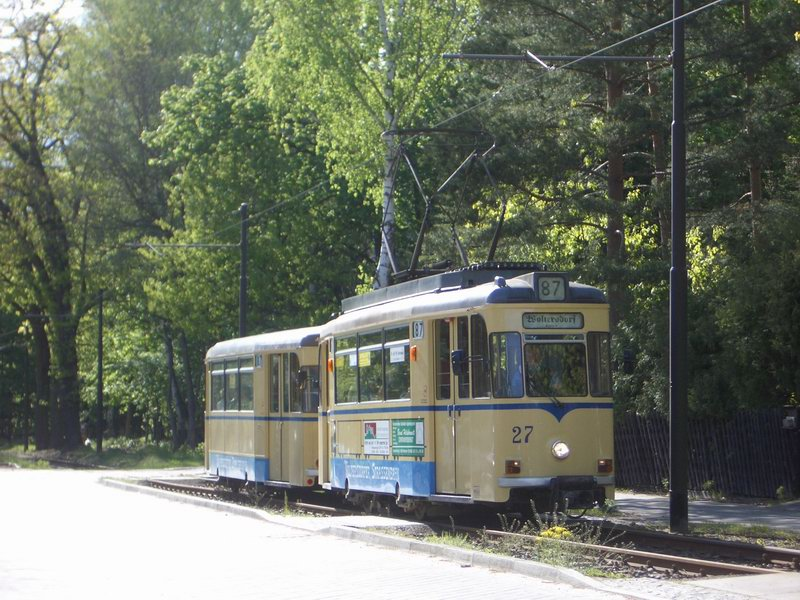
In Woltersdorf nabij Berlijn (Duitsland) zijn nog Gotha-trams in gebruik.

LOWA, GOTHA en REKO-trams waren bijna identieke tramtypes in de voormalige DDR. Door het enorme tekort aan modern trammaterieel in het grotendeels verwoeste Oost-Duitsland was de nood zeer hoog. Er ontbrak geld en inventiviteit om de trambedrijven, die ook de ruggengraat van het stedelijk openbaar vervoer waren, te verbeteren. Er was overal tekort aan en vooral door het ontbreken van hoogwaardig stalen plaatmateriaal kon men slecht 'nieuwe' trams bouwen.
Er waren 3 fabrikanten te onderscheiden.

## LOWA
LOWA (Lokomotiv und Waggonbau) te Werdau bouwde vanaf 1950 de eerste gestandaardiseerde tram in de DDR. Ze bestond uit een tram met nieuwe carrosserie – naar later bleek en zeer kwaliteitsarme – op zeer eenvoudige onderstellen.
De standaardtrams kregen een spartaanse uitvoering waarbij meestal slechts sprake was van maximaal 10 enkele kuipstoeltjes. De wagens hadden daardoor een grote capaciteit maar waren zeer traag als ze met grote hoeveelheden passagiers reden.
De standaardversie kende de volgende kenmerken: tweeassig, twee bestuurdersplaatsen, stroomafnemer midden boven op de wagen, 10,5 meter lang, 2,20 meter breed en vier zijramen. De bestuurderscabine was afgesloten van het passagiersgedeelte.
Allereerst bouwde LOWA slechts bijwagens door het ontbreken van goede motoren en elektrische uitrustingen. Deze wagens, type EB50 – Beiwagen, 1950, werden aan Berlijn, Potsdam en Rostock geleverd. De eerste motorwagen, type ET50 – Triebwagen 1950 et cetera, werd in 1951 aan Leipzig geleverd.
Toen men enkele verbeteringen kon doorvoeren – onder meer sterkere motoren – ontstonden de typeaanduidingen EB54 en ET54. Tussen 1950 en 1956 werden 150 motorwagens en 320 bijwagens gebouwd.
Een klein gedeelte werd geproduceerd voor een aantal bedrijven in de Sovjet-Unie en Polen.
Een aantal variaties waren eenrichtingswagens voor Leipzig en 2,5 meter brede wagens voor Berlijn. In 1989 reed de laatste LOWA-wagen. Enkele exemplaren zijn als museumtrams bewaard gebleven.

## GOTHA
De GOTHA-fabriek te Gotha bouwde in 1954 op deze standaardgedachte verder en ontwierp trams die iets langer waren – 11 meter – en drie zijramen hadden. Ze zagen er minder hoekig uit dan de LOWA-producten. De eerste types waren T57 en B57. Er waren GOTHA-wagens in een- en tweerichtingsuitvoering. De passagierscapaciteit was wat hoger en vooral toen de types T2-61 en T2-B61 hun intrede deden werd ook het passagierscomfort verbeterd. De spanning van de wagens was 24 volt, het dubbele van die bij de LOWA-wagens, en de koppelingen waren die van een automatisch type: de Scharfenberg-Kupplung.
De uiteindelijke productie van GOTHA-wagens kwam op 1.150 motorwagens en 1.500 bijwagens. Ook werden wat wagens geëxporteerd naar de USSR, met name naar trambedrijven met meterspoor.
Toen de grote steden in Oost-Duitsland vanaf 1969 Tatratrams uit Praag konden kopen, ontstond er een levendige onderlinge handel tussen de bedrijven waardoor het voor kleine trambedrijven mogelijk werd GOTHA-wagens tweedehands te bemachtigen.
Al in 1965 werd het de DDR – door de zogenaamde Comeconverdragen – verboden zelf trams te bouwen. Vanaf dat moment moest men gedwongen winkelnering doen bij de Praagse trambouwer CKD Praha. Deze bouwde uitsluitend Tatra's. Het verbod werd niet geheel opgevolgd maar de overheden grepen ook niet in. Officieel heette het bouwen van nieuwe trams 'het voorzien in de behoefte van reservematerieel'. Waarschijnlijk omdat de overheden zelf inzagen dat de kleine bedrijven voor de dure Tatra's geen geld hadden, bleef het ingrijpen uit.
De in 1959 ontworpen GOTHA-Großraumwagen, die bestond uit een vierassige motorwagen en eenzelfde bijwagen, werd voor Berlijn ontworpen. Dit ontwerp was afgekeken van de West-Duitse Düwag (Düsseldorfer Waggonfabrik) Großraumwagen.
Door het Comeconbesluit kon dit tramtype, dat zeker beter en moderner gebouwd was dan al haar voorgangers, niet meer in groten getale worden geproduceerd. De productie – ook Dresden en Maagdenburg kochten kleine hoeveelheden – bleef steken bij zo'n 100 motor- en 200 bijwagens. Uiteindelijk kwamen al deze vierassers terecht in Oost-Berlijn.

## REKO
In 1957 werden door het Reichsbahn Ausbesserungswerk (RAW) te Berlin-Schöneweide voor het Oost-Berlijnse trambedrijf 10 REKO-tramstellen gebouwd bestaande uit een motorwagen en twee bijwagens. De uiterlijke kenmerken van deze trams kwamen zeer veel overeen met het ontwerp van de GOTHA-wagens. Zij waren echter wat hoger en hadden vier zijruiten.
Berlijn werd gedwongen een oplossing te vinden voor het feit dat BVG-Ost sinds de deling van Berlijn ineens niet meer over een eigen wagonfabriek beschikte.
Besloten werd, met gebruikmaking van onderdelen van oude Berlijnse vooroorlogse trams, nieuwe trams te bouwen. Er werd opdracht gegeven voor 165 motorwagens en 255 bijwagens. Deze trams werden afgeleverd tussen 1959 en 1963. In de jaren 1964 tot 1969 ontstonden op dezelfde wijze nog eens 107 motor- en 86 bijwagens.
Dit 'nieuwe' ontwerp hield in dat gebruikgemaakt werd van vooroorlogse motoren, aslagers, wielen en koppelingen. Ook op deze manier werd het Comeconverdrag omzeild.
De REKO-wagens waren 10,7 meter lang en hadden vier zijramen. Zij hebben tot 1995/'96 dienstgedaan. Ook in REKO-wagens ontstond, nadat men in Berlijn overging op grote series Tatra's, een levendige tweedehands handel.
De wagonfabriek RAW Schöneweide bouwde na de afsluiting van de productie van REKO-wagens, op basis van dezelfde blauwdrukken en specificaties, trams voor kleine Oost-Duitse bedrijven (type TE70 en TB70). Goedkoop en vlot geleverd en ook met gebruik van oude onderdelen. Het betrof ongeveer 200 wagens.
Op basis van het feit dat men in Oost-Duitsland wel zeker de West-Duitse collega's bespioneerde ontwierp REKO een vierassige gelede tram. Dit ontwerp werd afgekeken van de trams in Kassel en Dortmund. De trams bestonden, simpel omschreven, uit een motorwagen waar de achterkant en een bijwagen waar de voorkant van was afgesneden. Tussen deze splitsing hing men een ongeveer 2 meter lang zwevend tussenstuk met twee smalle deuren waar kon worden in- en uitgestapt. Zo ontstond een tramtype dat ook wel spottend 'twee kamers met bad' werd genoemd. Dit idee werd al rond 1900 in Boston op grote schaal toegepast.
De productie van dit type (G4) bleef in 1967 steken bij 218 stuks en de bedrijven van Leipzig, Erfurt, Gotha, Potsdam en Rostock kochten deze wagens. Later ontstond hier ook weer een tweedehandse handel in. Ook bedrijven in de USSR kochten G4-trams.

## Conclusie
Met een totaal van meer dan 2.500 motor- en bijwagens, geïnspireerd op hetzelfde ontwerp, mag dit tramtype niet in het rijtje van bepalende tramtypes ontbreken. Haar invloed is echter wel beperkt tot de Oostbloklanden. In het Westen speelde de bouw van tweeassige tramtypes na de Tweede Wereldoorlog slechts een beperkte rol.

## Bron
- Frits van der Gragt, Tramnostalgie DDR, Verlag Schweers + Wall GmbH, 2002, ISBN 3-89494-125-1.